# المتحف الزراعي السوري
المتحف الزراعي السوري يقع في منطقة الحلبوني بدمشق، قريبا من ساحة الحجاز. أنشئ المتحف من قبل وزارة الزراعة في عام 1961م، ثم جدد في عام 1967م، وتمت إعادة تاهيله في عام 1977م. 

## وصف
وهو ضمن بناء حديث ويتالف المتحف من ممرين وسبع قاعات، حيث حملت كل قاعة اسم عالم من علماء العرب المسلمين الذين اشتهروا بعلم النبات والحيوان، وهذه القاعات هي:
- قاعة ابن البيطار.
- قاعة الأشبيلي.
- قاعة الصوري.
- قاعة الدينوري.
- قاعة الدميري.
- قاعة الجاحظ
- قاعة القزويني

## المحتوى
وتعرض ضمن هذه القاعات: ادوات زراعية، اسمدة، ادوات لمساحة الأراضي، محلجة قطن، طيور جارحة واليفة وغنم واسماك (حنطت كلها من اجل العرض)، وخلية نحل وسلحفاة والخضار والفاكهة وحبوب ونباتات وازهار، بالإضافة إلى الازياء الشعبية، والمخططات والمحاريث والطوابع الزراعية.
وتضم القاعات أيضا مختلف التحف الزراعية واللوحات والتماثيل والادوات التي تحكي قصة الزراعة في القطر العربي السوري، وتتحدث عن قصة النمط الريفي للمزارع عبر اشياء بسيطة وجميلة احتفظ بها المتحف. وعرض أيضا في المتحف مجسمات (ماكيتات) لمعامل الإنتاج الزراعي والبحث العلمي الزراعي في سورية، بالإضافة إلى نموذج لصناعة القش. ولايوجد رسم دخول لهذا المتحف، ويمكن زيارته خلال الدوام الرسمي للمؤسسات الحكومية، ماعدا يومي الجمعة والسبت عطلة المتحف.